# 髮禁
髮禁，是指對人的頭髮外型訂立一定的限制，並且以懲罰和強制力要求其遵守的一種規範，常常會連同校服和制服等作為著裝守則的一部分出現。軍隊中多有髮式的管理，校園髮禁的情形有所不同；一些其他場合也會對髮型做出一定的規範，例如在多數地方，不論性別，佛教出家人必須剃光頭。
目前尚無針對髮禁的研究，但髮禁經常作為著裝守則的一部分出現；而研究顯示，要求服裝儀容規範可能有好處，像例如就學校的情境而言，盡管有些研究認為制服無助改善學生的課業和行為表現，但也有相當數量的研究顯示，引進學校制服有助改善學生整體的課業和行為表現。；比起沒有制服的學校，有制服的學校的老師所感受的校園幫派活動较少，反之比起有制服的學校，沒有制服的學校的學生有較高的自我知覺。

## 國家或地區髮禁

### 中華民國國民政府
- 1934年，蒋介石推行新生活运动后，在他的提倡下，各级政府开始禁止女性烫髮[8]。1935年1月，南京国民政府通电，“禁妇女烫髮，以重卫生”。蒋介石随即下达《关于禁止妇女剪髮烫髮及禁止军人与无髮髻女子结婚》命令。现代研究者以四川省为例，指地方政府执行髮禁效果不佳。
- 1942年后，官方文件及新闻报道较少提及髮禁问题。最后，随着国府迁台，不了了之[9]。

### 北韓
- 北韓男性公民限政府指定10種髮型，髮長不得超過5厘米，最少每15天修剪一次。[10][11]
- 女性公民限政府指定18種髮型，髮長普遍不得過肩，未婚女性可紮辮或繫緞帶。[10][11]

### 伊朗
伊朗政府有規定男性公民蓄指定「建議」髮型。

### 新加坡
由1970年代至約2007年為止，新加坡政府為壓制嬉皮文化，規定男性公民（包括新加坡男性公民及入境新加坡之外國男性公民）髮長上限，包括劉海不可觸及、鬢毛不可超逾上半耳、以及後腦髮長不可觸及恤衫衫領；惟政府對男性公務員迄今維持髮禁。

## 校園髮禁

### 台灣

#### 中學
台灣日治時期即有學生髮禁，如平頭和清湯掛麵髮式，就源自本時期，惟高校高年級女學生，略放寬標準。
中华民国教育部於1969年6月28日公布中學生髮式規定, 中學男生蓄平頭為原則，但不得有奇形怪狀的髮式；女生則以不得燙髮、髮長不超過後頸髮根為準, 在此之前, 台灣中學生雖然已有髮禁, 但沒有統一的標準。1978年10月13日, 教育部修訂中學生髮式規定, 男生放寬為髮長3公分, 女生不得燙髮，髮長以齊後頸髮根為準，不得低於領口，但兩側頭髮可留在耳垂下一公分, 五專前三年比較中學生髮式規定。
教育部的中學生髮式規定於1987年1月20日宣布解除, 改由各校自行決定髮式標準, 台北市各公私立中學隨即在1987年2月17日中學校長會議中決議制定「髮式通則」共三條
一、學生髮式應以整潔、簡單、樸素、富朝氣、便於梳洗，適合學生身分為原則；
二、女生髮式以不燙、不染、髮長不及肩、不奇形怪狀為原則；
三、男生髮式以前不覆額、邊不過耳、髮根向上斜剪、不蓄鬍及鬢角、不燙、不染、不奇形怪狀為原則。
2005年7月24日，教育部發函各公私立高中職，各校不得在校規中規範學生髮式，但實際上許多學校仍然有髮禁。
中華民國政府起初由教育部統一規定中小學生的髮式，包括長度、配件。在當時，男生必須理平頭髮型，而女生則必須剪為西瓜皮的直身短髮髮型。直到1987年後改為各校自行規定，不過大多數學校髮禁依然存在。依照中華民國教育基本法第九條和國民教育法第二十條之一，教育部無直接管制學生髮型的法源依據。教育部2002年公佈對於髮式的規定中提到：“學生頭髮的式樣，應該綜合學校行政人員、教師及家長代表，還有學生代表的意見，才能決定。”根據人本教育基金會於2003年對台灣247所學校進行訪問，這些學校上僅一所沒有髮禁，教育部訓委會同年的調查資料，台灣僅三所中學沒有髮禁規定。人本教育基金會的統計顯示，有82.6%的的學校會對髮禁檢查未通過的學生記過處份。
早期存在台灣學校的髮式規定為男生理三分頭，女生得耳下一公分，男女都不可染或燙。隨著時代的演進，各校有較為寬鬆的規定，例如男生頭髮長度可及制服領，女生頭髮長度可過肩，但是直到2005年，染髮和燙髮在大部分的中學仍不被允許。這種髮式規定依然在鄉下學校（國中）時有所聞，雖然規局已經放寬不少，但還是以男學生鬢角要剃掉、後髮要推高為主，至於女學生比較沒有特殊的規定。
基隆女中直到2005年中對髮型的規定為：不能染、燙，可以打薄，但是不能削得像男生，長度以衣領下緣四指幅為主，天氣熱可以綁一束馬尾，但是不能綁兩束以上，髮飾以單色為主，不能五顏六色。校方一個月檢查一次，不合格的必須「恢復原狀」，隔日複檢，若未改進，通知家長，以儘量不處份為原則，除非多次勸導不聽。

#### 大專院校
臺灣各大專院校一般皆無髮禁，惟文藻外語學院目前仍留有髮禁，染髮者不得接受校內頒獎、上臺，也不得參加運動會比賽項目。

#### 公務員
一般無髮禁，警察軍人尚有。

### 中国大陆
政府教育部门對於學生儀容無明文規定，但绝大部分中小学會以校規對學生做出要求。大学一般无特殊要求。在部分中学，学生會被校方强制要求不得留长髮或烫髮、染髮，亦出现学生因不愿剪短髮而自杀的极端个案。

### 香港
雖然教育局對學生儀容無明文規定，但除了少數中學外，普遍中小學都有個別設立校規限制學生髮型，例如頭髮長度不得過眉、不可染髮或電髮、不得留標奇立異的髮型、只有女學生可以留長髮等。若學生天生是其他髮色，也可能被要求染成黑色。大多數中小學都會以留堂、見家長、記缺點大過，甚至退學作為懲罰。
早在2021年，中學生黃永熙因拒絕剪掉長髮，部份課堂需改為在醫療室上網課，小息期間更不能踏出醫療室接觸同學，亦禁止他參加體育課。他向平等機會委員會投訴校方做法影響其接受教育的權利。最後調解失敗，調查亦終止。
另一事件在2022年，東華三院黃笏南中學畢業生林澤駿在校方要求下，不情願地剪去長髮。其後，林透過平機會投訴學校違返《性別歧視條例》，平機會亦因此對案件開始進行調停及調查。事件引起社會迴響。2023年5月，平機會以現有資料未能顯示學校涉及違法、事件並未對林同學招致實際損失等理由，同樣終止調查。
2023年11月15日，兩人正式入稟提出民事訴訟，分別控告校方髮禁規定違反《殘疾歧視條例》及《性別歧視條例》，希望法庭頒令廢除髮禁。不過，兩人申請法援8個月仍未獲批，故並未有律師代表，敗訴或面臨破產。校方亦尚未收到相關法律文件。

### 美國
教育單位與學校對於學生儀容無明文規定，但部分私立學校和教會學校會對學生做出要求。

### 英國
由學校自治團體參考老師、家長會意見決定。

### 加拿大
訂有服儀方面的原則性規定，私立學校對髮式有較嚴格的管理。

### 南韓
南韓的髮型限制可追溯至日本殖民時期。1970年代，朴正熙政权更南韓重推髮型限制。1982年全斗焕政权在3S政策下改为由各校學校營運委員會決定。但直至2000年，全韩国逾九成學校仍規定學生頭髮長度。

### 日本
部分地區認為男學童理光頭是一種傳統，因此到了2003年，日本仍有5%的國中有男學生理光頭的規定，其中鹿兒島縣和熊本縣的比例較高。

### 巴拉圭、比利時、南非
政府無髮式規定。

### 新加坡、馬來西亞
類似台灣的校園髮禁，政府中小學一致保持「學生髮型規定3-2-1」的規範，部分马来西亚国民型华文中学學校僅能男學生陸軍裝的規定，在大馬無髮禁的中小學多為私人機構且極為罕見；一些中学女生是必须修剪耳下三厘米平装的发型。在大学则有不同的发禁。

## 觀點

### 贊成
贊成髮禁者，包括學校和家長等管理者，認為學生應該一致化，才是學生該有的樣子，有的學校將學生服儀視為學校的傳統。也有人認為關心髮型和造型會影響學習的精神、影響成績、容易被暴力傾向者攻擊、不衛生、沒有髮禁學生會標新立異，並且學生應該對規則遵從。
还有支持髮禁者认为其与个性自由无关。学生学习知识技能的时候，髮禁能够使学生获得必要的专注。
另有一說法指出髮禁是避免早戀的各種校規之一，主要是防止早戀使得學生未來發展受限。 当然根据实际的研究表明剪寸头对限制青春期男女之间的恋爱没有作用。
此外，髮禁的強制力與清朝的「留髮不留頭」為同一概念，髮禁支持者的主張通常與權威有所關連，宛若滿州人統御漢人時要求外表（髮行）也得按照官方公布的標準，這會讓學校行政人員以及部分支持髮禁的人有種權威在校的安全感。

### 反對

#### 學校方面
多數提出反髮禁的人士為學生，他們認為教育應該更注重頭皮底下的東西，且造型是一種自我創造力的訓練，自己有權利決定自己頭髮的樣子，每個人的樣子不同，適合的髮型也不同，並提出髮禁的規定違反人權的表現。
反對髮禁的一方認為，沒有實際的證據可以證明解除髮禁會影響到學業。
反對髮禁的一方從學生的角度出發，目的就是想要改變社會上「違反髮禁」等於「犯錯」的觀念，解除髮禁不是等於要「怪頭染髮」，也不代表會花很多時間在頭髮上面然後影響課業，更認為年輕人懂得選擇適合自己的造型，是一種創意的表現。
另一種反對髮禁的有力原因是髮禁反而會刺激學生的反抗心，在廢除髮禁後，絕大多數的中小學生選擇的髮型、並不會特別怪異，大學生多不受到髮禁限制、他們的髮型也沒有特別怪異；也有一些人雖然不反對或支持髮禁，但僅支持寬鬆的髮禁。而且校方也應該把管髮型的精力轉移到真正的問題學生。反對髮禁或僅支持寬鬆髮禁背後的道理也有：只針對未成年的禁令，必須審慎制訂，否則未成年人會為了證明自己已經長大，而刻意違反，這也是為什麼菸商會熱衷於宣傳未成年不得吸菸的真正原因，菸商們知道這是在暗示「你吸菸就代表成熟」，反菸人士則會宣傳成年也不應吸菸。

#### 職業方面
男女皆生有頭髮固不待言，而男性更有髭鬚，一味強求剪去，完全不重視性別差異性；而兩性相較下，男性根本上更易受到處分，事實上並無公平，遑論創造兩性平權之工作環境。而一般而言髮禁與工作任務既無關係可言，亦無助工作之完成；倘有關係可言，則女性固應與男性採相同之規定，不應該有差別的道理，習俗有謂男短女長實屬無稽，便如同過去一致以為男性有工作權，而女性沒有一樣。如今既明知與工作任務無關又有不公平，是無接受的道理的。
對公務員而言，上級的命令當然須服從，然而不論當今欲言特別權利義務關係或者公法職務關係，絕無可任意規定而破壞他人身體之權力的道理。如今便如拿刀劃肉，雖傷可復，卻非一時片刻可癒。現於上班時強使人剪去髮鬚，絕非下班時即能恢復，傷害強度過大，可能對於心理美感認知有所迫害並有嚴重影響他人私生活的可能性。髮鬚長短造型與整齊清潔固為二事，該規定之真義本為不整潔之人而定，所以視明瞭的乃是所謂的不整齊、不清潔。然而現今僅為長官管理方便，而不置前後，唯憂一個有亂而皆為一令，只是其中卻又有所不公，無顧適當與否，實在是因噎廢食，教人瞠目。忽視比例原則，實毀譽人權，該侵害自滿清至今時，對人身最大的侵害莫過於此；身為男性，髮鬚無憂嘲謔，髮鬚長懼裁罰，並非善良風俗。